# صانع السلام (قصص مصورة)
صانع السلام هو اسم لسلسلة من الأبطال الخارقين في تشارلتون كومكس ومن ثم دي سي كومكس، ظهرت الشخصية لأول مرة في نوفمبر 1966.